# Agri (rivier in Italië)
De Agri is een rivier met een lengte van 136 kilometer in de Zuid-Italiaanse regio Basilicata. De voornaamste bronnen van de rivier bevinden zich in de Serra di Calvello in het zuidelijke Apennijnen-gebergte. De rivier stroomt via het stuwmeer van Marsico Nuovo in zuidoostelijke richting en mondt uit in de Ionische Zee, nabij Policoro. De Agri is een regenrivier met een wisselende natuurlijke afvoer die in herfstmaanden sterk toeneemt en in de zomermaanden een duidelijke afname vertoont. De loop van de rivier wordt door verschillende stuwmeren onderbroken.

## Plaatsen aan de Agri
- Marsico Nuovo
- Viggiano
- Scanzano Jonico
- Policoro

- Virtual International Authority File: 315128789